# Alysina purdii
Alysina purdii là một loài bướm đêm trong họ Noctuidae.